# Zita
Zita  è un nome proprio di persona italiano femminile.

## Varianti
- Femminili: Cita[senza fonte]
- Maschili: Zito, Zitolo, Cito, Citolo[senza fonte]

### Varianti in altre lingue
- Ceco: Zita[1]
- Polacco: Zyta[1]
- Portoghese: Zita[1]
- Slovacco: Zita[1]
- Tedesco: Zita[1]

## Origine e diffusione
Dal soprannome o nome toscano Zita, che, tratto da una variante del termine cita o citta, significa letteralmente "bambina", "fanciulla", sebbene alcune fonti gli attribuiscano origini persiane e il significato "pura" o "vergine" (che può comunque essere attribuito in senso lato al nome anche nel primo caso). È dunque analogo, dal punto di vista semantico, ai prenomi Cora, Corinna, Morwenna, Talitha e Colleen.
Altre fonti lo collegano al termine "zitze" della lingua alto-tedesca media, dal significato di "mammella", confluito poi in "bambina". Da notare il collegamento con la parola italiana "zizza".
Dal greco ζευκτός (aggiogato, legato, derivante da ζεύγνυμι, divenuto *ζευγ-τός e solo successivamente ζευκ-τός), il termine cita o zita ha assunto diversi significati nel corso del tempo, tutti legati, in maniera più o meno figurata, a quello originale di bambina, ragazzina: in particolar modo, si pensi al vezzeggiativo di questo termine, ovvero zitella, dal significato di donna nubile. In siciliano, in pugliese, in lucano, in calabrese ed in molisano zita e zito significano rispettivamente "fidanzata" e "fidanzato": anche qui si tratta di un'estensione del significato originale di questi termini, che effettivamente presentano diverse accezioni nella lingua italiana.
Va notato che, in ungherese, Zita costituisce un ipocoristico di Felicita.

## Onomastico
L'onomastico si festeggia il 27 aprile in onore di santa Zita, vergine di Lucca, patrona di domestiche, casalinghe e fornai.

## Persone

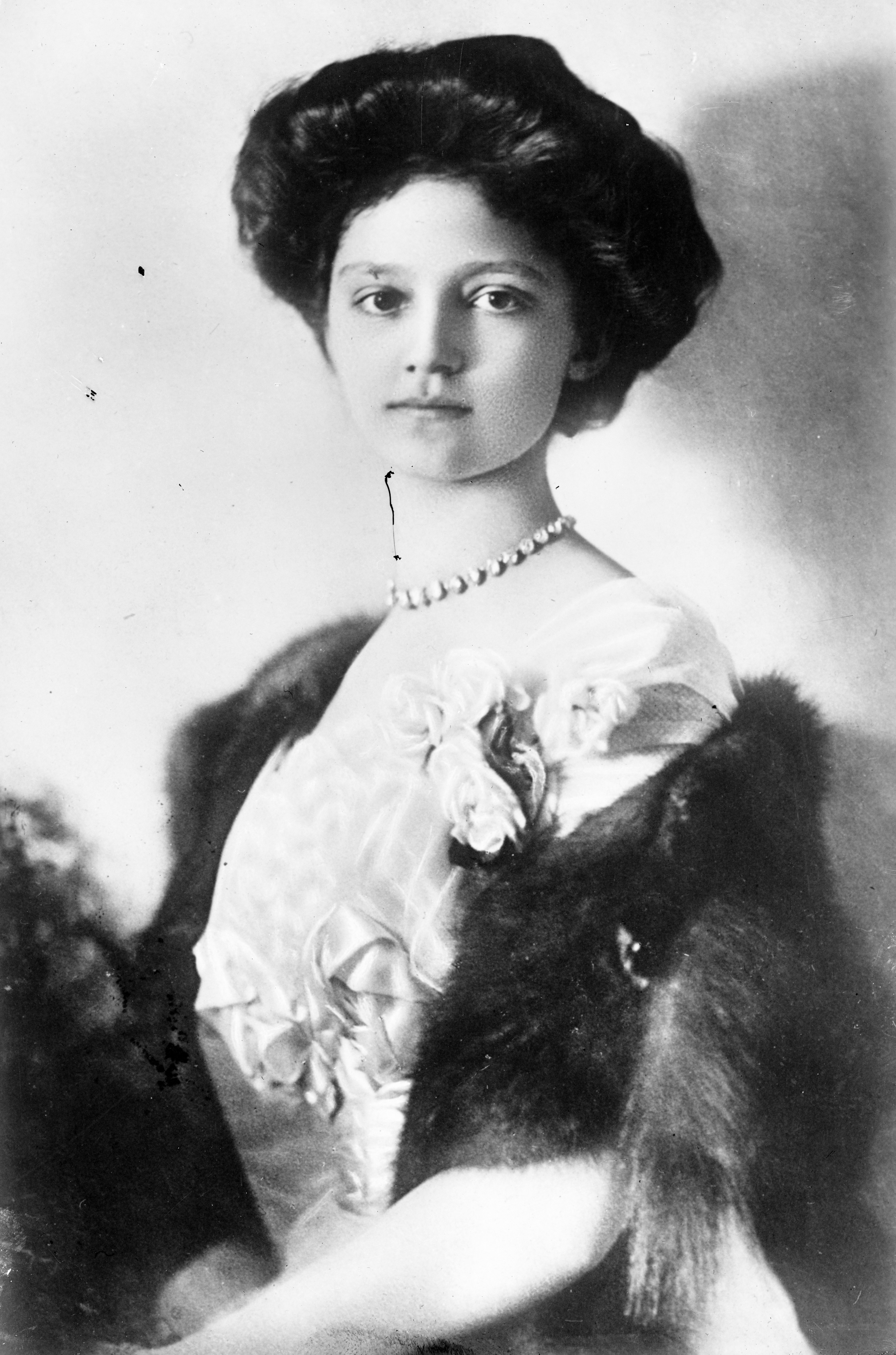
Zita di Borbone-Parma

- Zita di Borbone-Parma, imperatrice dell'Austria-Ungheria
- Zita di Lucca, santa italiana
- Zita Fumagalli Riva, soprano italiano
- Zita-Eva Funkenhauser, schermitrice tedesca
- Zita Görög, attrice ungherese

### Variante maschile Citolo
- Citolo da Perugia, condottiero italiano

## Il nome nelle arti
- Zita Ritenbergs era uno pseudonimo utilizzato da Dzidra Ritenberg, regista e attrice sovietica.

## Toponimi
- 689 Zita è un asteroide della fascia principale, che prende il nome dall'imperatrice Zita di Borbone-Parma.